# Сан-Пеллегрино-Терме
Сан-Пеллегрино-Терме (итал. San Pellegrino Terme) — коммуна в Италии, располагается в регионе Ломбардия, в провинции Бергамо.
Население составляет 4927 человек (2008 г.), плотность населения составляет 216 чел./км². Занимает площадь 23 км². Почтовый индекс — 24016. Телефонный код — 0345.
Покровителями коммуны почитаются Пресвятая Богородица (Madonna di Caravaggio), празднование 26 мая, и святой Пелерин Осерский.

## Демография
Динамика населения:

## Администрация коммуны
- Официальный сайт: https://web.archive.org/web/20080828115215/http://www.comune.sanpellegrinoterme.bg.it/siscotelNet/siscotel/CadmoDriver_s_7